# Hooglede
Hooglede est une commune néerlandophone de Belgique située en Région flamande dans la province de Flandre-Occidentale.

## Géographie

### Sections de la commune
| # | Section      | Superf. (km²) | Habitants (2020) | Habitants par km² | Code INS |
| - | ------------ | ------------- | ---------------- | ----------------- | -------- |
| 1 | Hooglede (I) | 22,24         | 5.818            | 262               | 36006A   |
| 2 | Gits (II)    | 15,87         | 4.155            | 262               | 36006B   |

### Localités
Sur le territoire de la section de Hooglede se trouvent deux hameaux et paroisses : Sleihage (III) et Sint-Jozef (IV). Sleihage est un hameau situé à environ deux kilomètres au sud-ouest du centre du village de Hooglede, contre la frontière avec Staden et Oostnieuwkerke. Sint-Jozef, également nommé De Geite (IV), est un village situé à environ quatre kilomètres au nord-ouest de Hooglede-centre, à mi-chemin entre Kortemark et Staden.
D'autres hameaux, comme Onledemolen, sont répartis sur le territoire de la commune.
Le long de la route (N32), une zone construite s'est développée. C'est un prolongement linéaire de l'agglomération de Roulers, avec des entreprises, des commerces et un village-rue résidentiel.

### Carte

Hooglede, communes fusionnées et voisines. Les zones en jaune sont les surfaces bâties.

### Commune limitrophes
- a. Lichtervelde (commune de Lichtervelde)
- b. Beveren (ville de Roulers)
- c. Roulers (ville de Roulers)
- d. Oostnieuwkerke (commune de Staden)
- e. Staden (commune de Staden)
- f. Handzame (commune de Kortemark)
- g. Kortemark (commune de Kortemark)
- h. Thourout, avec le hameau Sint-Henricus (ville de Thourout)

## Héraldique
|  | La commune possède des armoiries qui lui ont été octroyées le 10 novembre 1819 et confirmées le 9 juillet 1840 et le 6 juin 1988. Elles montrent saint Quirin dont l'église locale possède quelques reliques importantes. Comme aucune couleur n'avait été spécifiée, les armoiries ont été octroyées aux couleurs nationales hollandaises. Après l'indépendance de la Belgique en 1830, les armoiries ont été confirmées et les couleurs n'ont pas été changées. Blasonnement : D'azur à un Saint Quirin de Neuss d'or, tenant un écu ovale du même chargé de neuf besants du champ dont un est placé au centre et entouré des huit autres. Source du blasonnement : Heraldy of the World. |

## Démographie

### Évolution démographique: Avant la fusion des communes
- Sources : INS, Rem. : 1831 jusqu'en 1970 = recensements, 1976 = nombre d'habitants au 31 décembre[3].

### Évolution démographique: Commune fusionnée
En tenant compte des anciennes communes entraînées dans la fusion de communes de 1977, on peut dresser l'évolution suivante:
- Source: DGS , de 1831 à 1981=recensements population; à partir de 1990 = nombre d'habitants chaque 1 janvier[4]

## Histoire
En 1793, la bataille de Hooglede oppose les Autrichiens aux Français. Cette victoire française, couplée à celle de Fleurus quelques jours plus tard, marque la fin des Pays-Bas autrichiens.

## Sport
Hooglede a accueilli les championnats du monde de cyclo-cross 2007, les championnats d'Europe de cyclisme sur route 2009.

## Transport
L'ancienne gare de Sint-Jozef, parfois appelée Hooglede, se trouvait sur la ligne 63, de Torhout à Ypres.

## Personnalités liées à la commune
- Camille Verfaillie (1892-1980), évêque à Stanleyville (Kisangani au Congo) est originaire de Hooglede.
- Edward Vermeulen (1861-1934), écrivain flamand connu par ses romans sociaux, a vécu à Hooglede.